# Campionati europei under 21 di tennis tavolo 2019
I Campionati europei under 21 di tennis tavolo 2019 sono stati la 3ª edizione della competizione giovanile europea di tennis tavolo. Si sono svolti 7 al 10 marzo 2019 al Multiusos Gondomar di Gondomar, in Portogallo.

## Podi
| Competizioni        | Oro                         | Argento                        | Bronzo                          |
| ------------------- | --------------------------- | ------------------------------ | ------------------------------- |
| Singolare maschile  | Ioannis Sgouropoulos        | Gerrit Engemann                | Rareş Şipoş                     |
| Singolare maschile  | Ioannis Sgouropoulos        | Gerrit Engemann                | Vladimir Sidorenko              |
| Singolare femminile | Adina Diaconu               | Maria Malanina                 | Nadezhda Bogdanova              |
| Singolare femminile | Adina Diaconu               | Maria Malanina                 | Tania Plaian                    |
| Doppio maschile     | Darko Jorgić Peter Hribar   | Tibor Spanik Adam Brat         | Antonio Amato Daniele Pinto     |
| Doppio maschile     | Darko Jorgić Peter Hribar   | Tibor Spanik Adam Brat         | Denis Ivonin Vladimir Sidorenko |
| Doppio femminile    | Tin-Tin Ho Karoline Mischek | Anna Wegrzyn Katarzyna Wegrzyn | Sofia-Xuan Zhang Audrey Zarif   |
| Doppio femminile    | Tin-Tin Ho Karoline Mischek | Anna Wegrzyn Katarzyna Wegrzyn | Lisa Lung Margo Degraef         |

## Medagliere
| Posiz. | Nazione     | Oro | Argento | Bronzo | Totale |
| ------ | ----------- | --- | ------- | ------ | ------ |
| 1      | Romania     | 1   | 0       | 2      | 3      |
| 2      | Grecia      | 1   | 0       | 0      | 1      |
| 2      | Slovenia    | 1   | 0       | 0      | 1      |
| 4      | Inghilterra | 0.5 | 0       | 0      | 0.5    |
| 4      | Austria     | 0.5 | 0       | 0      | 0.5    |
| 6      | Russia      | 0   | 1       | 2      | 3      |
| 7      | Germania    | 0   | 1       | 0      | 1      |
| 7      | Slovacchia  | 0   | 1       | 0      | 1      |
| 7      | Polonia     | 0   | 1       | 0      | 1      |
| 10     | Bielorussia | 0   | 0       | 1      | 1      |
| 10     | Italia      | 0   | 0       | 1      | 1      |
| 10     | Belgio      | 0   | 0       | 1      | 1      |
| 13     | Francia     | 0   | 0       | 0.5    | 0.5    |
| 13     | Spagna      | 0   | 0       | 0.5    | 0.5    |
| Totale | Totale      | 4   | 4       | 8      | 16     |